# Ilyocryptus acutifrons
Ilyocryptus acutifrons är en kräftdjursart som beskrevs av Georg Ossian Sars 1862. Ilyocryptus acutifrons ingår i släktet Ilyocryptus och familjen Ilyocryptidae. Inga underarter finns listade i Catalogue of Life.